# Município de Dobruševo
Dobruševo é um antigo município localizado na atual Macedônia do Norte.